# Liga Ecuatoriana de Baloncesto 2022
La Liga Ecuatoriana de Baloncesto 2022 (por motivos de homenaje denominada Liga Ecuatoriana de Baloncesto Engels Tenorio) fue la vigesimoprimera (21.ª) edición del Baloncesto Ecuatoriano. El Torneo es organizado por la Federación Ecuatoriana de Básquetbol (FEB). El torneó inició el 10 de junio y culminó el 26 de agosto. Participaron 8 equipos de Baloncesto y entregó un cupo para la Liga Sudamericana de Clubes.

## Sistema de Juego
El Campeonato estuvo compuesto por 2 etapas:
- Primera etapa: En la primera etapa participaron 8 clubes, jugando bajo el sistema de todos contra todos en partidos de ida y vuelta. Los 4 mejores ubicados en la tabla clasificarón a la siguiente etapa.

- Segunda etapa: En la fase final, los 4 equipos clasificados de la etapa anterior jugaron semifinales al mejor de 3 partidos de acuerdo a su posición en la tabla, los ganadores de las semifinales se enfrentarón en la final al mejor de 3 partidos en donde se pudo conocer al campeón del torneo.[2]

Las semifinales se jugaron de la siguiente manera:
1.°  vs. 4.°, 2.°  vs. 3.°

### Clasificación a torneos internacionales
El campeón clasificó a la Liga Sudamericana de Baloncesto 2022.

## Equipos participantes
| Equipo                     | Ciudad                                               | Entrenador         | Gimnasio                                        | Capacidad   | Marca     |
| -------------------------- | ---------------------------------------------------- | ------------------ | ----------------------------------------------- | ----------- | --------- |
| Punto Rojo LR              | [[Archivo:\|15px\|border\|Bandera de Ibarra]] Ibarra | Fabricio Salas     | Coliseo Luis Leoro Franco                       | 5,000       | Thunder   |
| Santa María                | Machala                                              | Bandera de Ecuador | Coliseo de Deportes de Machala                  | 1,800       |           |
| Triple E                   | Cuenca                                               | Andrés Espinoza    | Coliseo Jefferson Pérez                         | 7,000       | Pro Sport |
| Club Deportivo Valle Unido | Quito                                                | Daniel González    | Coliseo Parroquial de Cumbayá                   | 3,000       |           |
| Caballeros del Norte       | Tulcán                                               | Diego Muñoz        | Coliseo 19 de noviembre                         | 7,000       | Thunder   |
| Guerreros del Baloncesto   | Quito                                                | Rubens Estrella    | Coliseo Parroquial de Conocoto                  | 1,500       |           |
| Club Deportivo Nesfebanor  | Riobamba                                             | Nixon Valdiviezo   | Coliseo Marcos Montalvo Coliseo Severo Espinoza | 3,000 5,000 | Elohim    |
| Fuerza Manaba              | [[Archivo:\|15px\|border\|Bandera de Manta]] Manta   | Frank Rodríguez    | Coliseo Luis Arboleda Martínez                  | 1,500       | Spric     |

### Equipos por ubicación geográfica
| Provincia  | N.° | Equipos                                  |
| ---------- | --- | ---------------------------------------- |
| Pichincha  | 2   | - Guerreros del Baloncesto - Valle Unido |
| Carchi     | 1   | - Caballeros del Norte                   |
| Azuay      | 1   | - Triple E                               |
| Imbabura   | 1   | - Punto Rojo LR                          |
| El Oro     | 1   | - Santa María                            |
| Chimborazo | 1   | - Nesfebanor                             |
| Manabí     | 1   | - Fuerza Manaba                          |

| Punto Rojo LR Caballeros del Norte Guerreros del Baloncesto Valle Unido Fuerza Manaba Nesfebanor Triple E Santa María |

## Primera etapa

### Clasificación
| Pos | Equipo                   | PJ | PG | PP | PF   | PC   | Dif  | Pts |
| --- | ------------------------ | -- | -- | -- | ---- | ---- | ---- | --- |
| 1.  | Punto Rojo LR            | 14 | 13 | 1  | 1320 | 889  | 431  | 27  |
| 2.  | Caballeros del Norte     | 14 | 13 | 1  | 1386 | 1007 | 379  | 27  |
| 3.  | Valle Unido              | 14 | 9  | 5  | 1122 | 1086 | 36   | 23  |
| 4.  | Santa María              | 14 | 8  | 6  | 1105 | 1134 | -29  | 22  |
| 5.  | Triple E                 | 14 | 5  | 9  | 1038 | 1170 | -132 | 19  |
| 6.  | Fuerza Manaba            | 14 | 5  | 9  | 1002 | 1069 | -67  | 19  |
| 7.  | Guerreros del Baloncesto | 14 | 2  | 12 | 994  | 1288 | -294 | 16  |
| 8.  | Nesfebanor               | 14 | 1  | 13 | 906  | 1230 | -324 | 15  |

|  | Semifinales. |

### Resultados
| Local \ Visitante        | CAB    | FUE    | GUE    | NES    | PUN   | SAN    | TRI    | VAL    |
| ------------------------ | ------ | ------ | ------ | ------ | ----- | ------ | ------ | ------ |
| Caballeros del Norte     | —      | 94–66  | 125–71 | 112–60 | 96–92 | 90–71  | 122–75 | 100–81 |
| Fuerza Manaba            | 66–73  | —      | 74–46  | 88–57  | 49–77 | 81–64  | 74–61  | 66–80  |
| Guerreros del Baloncesto | 69–103 | 87–79  | —      | 69–86  | 59–82 | 73–84  | 61–71  | 73–83  |
| Nesfebanor               | 55–92  | 63–83  | 71–77  | —      | 51–87 | 68–81  | 67–82  | 76–84  |
| Punto Rojo LR            | 78–71  | 110–73 | 134–64 | 111–43 | —     | 113–70 | 108–53 | 85–57  |
| Santa María              | 73–117 | 84–70  | 96–74  | 88–82  | 60–81 | —      | 88–56  | 85–66  |
| Triple E                 | 75–98  | 79–55  | 116–99 | 92–67  | 67–81 | 75–82  | —      | 70–81  |
| Valle Unido              | 75–93  | 94–80  | 84–72  | 86–80  | 76–81 | 88–79  | 87–66  | —      |

## Fase final

### Playoffs
|  | Semifinales               | Semifinales               | Semifinales               |                      |   | Final                     | Final                     | Final                     |  |
|  | 16 de agosto 20 de agosto | 16 de agosto 20 de agosto | 16 de agosto 20 de agosto |                      |   | 23 de agosto 26 de agosto | 23 de agosto 26 de agosto | 23 de agosto 26 de agosto |  |
|  |                           |                           |                           |                      |   |                           |                           |                           |  |
|  |                           |                           |                           |                      |   |                           |                           |                           |  |
|  | 1                         | Punto Rojo LR             | 2                         |                      |   |                           |                           |                           |  |
|  | 1                         | Punto Rojo LR             | 2                         |                      |   |                           |                           |                           |  |
|  | 4                         | Santa María               | 0                         |                      |   |                           |                           |                           |  |
|  | 4                         | Santa María               | 0                         |                      | 1 | Punto Rojo LR             | 2                         |                           |  |
|  |                           |                           |                           |                      | 1 | Punto Rojo LR             | 2                         |                           |  |
|  |                           |                           | 2                         | Caballeros del Norte | 0 |                           |                           |                           |  |
|  | 2                         | Caballeros del Norte      | 2                         | Caballeros del Norte | 0 | 2                         |                           |                           |  |
|  | 2                         | Caballeros del Norte      |                           |                      |   | 2                         |                           |                           |  |
|  | 3                         | Valle Unido               | 0                         |                      |   |                           |                           |                           |  |
|  | 3                         | Valle Unido               | 0                         |                      |   |                           |                           |                           |  |
|  |                           |                           |                           |                      |   |                           |                           |                           |  |

### Semifinales
- Los horarios corresponden al huso horario de Ecuador: (UTC-05:00).

#### (1) Punto Rojo LR vs. (4) Santa María
| 16 de agosto, 20:30 | Santa María                                                  | 59–90                | Punto Rojo LR                                                     | Machala                                  |  |  |
|                     | Parciales: 10-22, 30-23, 10-19, 9-26                         |                      |                                                                   |                                          |  |  |
|                     | Estadísticas Emilio Cappare 24 Pablo Valdez 9 Pablo Valdez 1 | Reporte Pts Reb Asts | Estadísticas 23 Johu Castillo 18 Pablo Alderete 8 Laquincy Rideau | Pabellón: Coliseo de Deportes de Machala |  |  |
| Serie: 0-1          |                                                              |                      |                                                                   |                                          |  |  |
|                     |                                                              |                      |                                                                   |                                          |  |  |

| 18 de agosto, 20:00 | Punto Rojo LR                                                     | 81–66                | Santa María                                                        | Ibarra                              |  |  |
|                     | Parciales: 10-18, 23-20, 26-10, 22-18                             |                      |                                                                    |                                     |  |  |
|                     | Estadísticas Laquincy Rideau 21 Pablo Alderete 15 Kenny Recalde 5 | Reporte Pts Reb Asts | Estadísticas 18 Manuel Hurtado 10 Jonathan Guzmán 5 Emilio Cappare | Pabellón: Coliseo Luis Leoro Franco |  |  |
| Serie: 2-0          |                                                                   |                      |                                                                    |                                     |  |  |
|                     |                                                                   |                      |                                                                    |                                     |  |  |

#### (2) Caballeros del Norte vs. (3) Valle Unido
| 19 de agosto, 19:30 | Valle Unido                                                  | 72–93                | Caballeros del Norte                                         | Tulcán                            |  |  |
|                     | Parciales: 19-18, 17-17, 20-30, 16-28                        |                      |                                                              |                                   |  |  |
|                     | Estadísticas James Edmond 21 Luther Page 9 James Edmond Jr 4 | Reporte Pts Reb Asts | Estadísticas 33 Robert Colon 11 Mason Harrell 8 Robert Colon | Pabellón: Coliseo 19 de Noviembre |  |  |
| Serie: 0-1          |                                                              |                      |                                                              |                                   |  |  |
|                     |                                                              |                      |                                                              |                                   |  |  |

| 20 de agosto, 19:30 | Caballeros del Norte                                             | 104–95               | Valle Unido                                                          | Tulcán                            |  |  |
|                     | Parciales: 17-18, 23-20, 35-26, 29-31                            |                      |                                                                      |                                   |  |  |
|                     | Estadísticas Robert Colon 24 Kelly Hinds Jr 12 Martín Martínez 7 | Reporte Pts Reb Asts | Estadísticas 38 James Edmond Jr 15 James Edmond Jr 4 James Edmond Jr | Pabellón: Coliseo 19 de Noviembre |  |  |
| Serie: 2-0          |                                                                  |                      |                                                                      |                                   |  |  |
|                     |                                                                  |                      |                                                                      |                                   |  |  |

### Final
- Los horarios corresponden al huso horario de Ecuador: (UTC-05:00).

#### (1) Punto Rojo LR vs. (2) Caballeros del Norte
| 23 de agosto, 19:30 | Caballeros del Norte                                              | 80–81                | Punto Rojo LR                                                      | Tulcán                            |  |  |
|                     | Parciales: 21-18, 14-15, 16-16, 29-32                             |                      |                                                                    |                                   |  |  |
|                     | Estadísticas Kelly Hinds Jr 33 Kelly Hinds Jr 9 Martín Martínez 6 | Reporte Pts Reb Asts | Estadísticas 28 Pablo Alderete 11 Pablo Alderete 5 Laquincy Rideau | Pabellón: Coliseo 19 de Noviembre |  |  |
| Serie: 0-1          |                                                                   |                      |                                                                    |                                   |  |  |
|                     |                                                                   |                      |                                                                    |                                   |  |  |

| 26 de agosto, 20:00 | Punto Rojo LR                                                      | 90–75                | Caballeros del Norte                                                | Ibarra                              |  |  |
|                     | Parciales: 17-16, 26-11, 25-24, 22-24                              |                      |                                                                     |                                     |  |  |
|                     | Estadísticas Pablo Alderete 31 Pablo Alderete 12 Laquincy Rideau 9 | Reporte Pts Reb Asts | Estadísticas 19 Kelly Hinds Jr 7 Alexander Guerra 9 Martín Martínez | Pabellón: Coliseo Luis Leoro Franco |  |  |
| Serie: 2-0          |                                                                    |                      |                                                                     |                                     |  |  |
|                     |                                                                    |                      |                                                                     |                                     |  |  |

| Bandera de Ecuador                |
| Campeón Punto Rojo LR 1.er título |